# Gymnastik vid olympiska sommarspelen 1952
Gymnastiken vid de olympiska sommarspelen 1952 i Helsingfors bestod av 15 grenar fördelade på två olika discipliner i artistisk gymnastik, som avgjordes i Mässhallen (nuvarande Tölö sporthall).

## Medaljörer

### Herrar
| Event                   | Guld | Silver | Brons |
| Mångkamp, lag detaljer  | Sovjetunionen Vladimir Beljakov Josif Berdiev Viktor Tjukarin Jevgenij Korolkov Dmitro Leonkin Valentin Muratov Michail Perelman Grant Sjaginjan | Schweiz Hans Eugster Ernst Fivian Ernst Gebendinger Jack Günthard Hans Schwarzentruber Josef Stalder Melchior Thalmann Jean Tschabold | Finland Paavo Aaltonen Kalevi Laitinen Onni Lappalainen Kaino Lempinen Berndt Lindfors Olavi Rove Heikki Savolainen Kalevi Viskari |
| Mångkamp, ind. detaljer | Viktor Tjukarin Sovjetunionen | Grant Sjaginjan Sovjetunionen | Josef Stalder Schweiz |
| Fristående detaljer     | William Thoresson Sverige | Jerzy Jokiel Polen Tadao Uesako Japan                                                                                                 | Ingen utsedd |
| Bygelhäst detaljer      | Viktor Chukarin Sovjetunionen | Grant Shaginyan Sovjetunionen Jevgenij Korolkov Sovjetunionen                                                                         | Ingen utsedd |
| Ringar detaljer         | Grant Sjaginjan Sovjetunionen | Viktor Tjukarin Sovjetunionen | Dmjtro Leonkin Sovjetunionen Hans Eugster Schweiz                                                                                  |
| Hopp detaljer           | Viktor Tjukarin Sovjetunionen | Masao Takemoto Japan | Takashi Ono Japan Tadao Uesako Japan                                                                                               |
| Barr detaljer           | Hans Eugster Schweiz | Viktor Tjukarin Sovjetunionen | Josef Stalder Schweiz |
| Räck detaljer           | Jack Günthard Schweiz | Josef Stalder Schweiz Alfred Schwarzmann Tyskland                                                                                     | Ingen utsedd |

### Damer
| Event                          | Guld | Silver | Brons |
| Mångkamp, lag detaljer         | Sovjetunionen Nina Botjarova Pelageja Danilova Maria Gorochovskaja Ekaterina Kalintjuk Galina Minaitjeva Galina Sjamrai Galina Urbanovitj Medeja Jugeli | Ungern Andrea Bodó Irén Daruházi-Karcsics Erzsébet Gulyás-Köteles Ágnes Keleti Margit Korondi Edit Parényi-Weckinger Olga Tass Mária Kövi-Zalai         | Tjeckoslovakien Hana Bobková Alena Chadimová Jana Rabasová Alena Reichová Matylda Šínová Božena Srncová Věra Vančurová Eva Věchtová             |
| Mångkamp, ind. detaljer        | Maria Gorochovskaja Sovjetunionen | Nina Botjarova Sovjetunionen | Margit Korondi Ungern |
| Hopp detaljer                  | Ekaterina Kalintjuk Sovjetunionen | Maria Gorochovskaja Sovjetunionen | Galina Minaitjeva Sovjetunionen |
| Barr detaljer                  | Margit Korondi Ungern | Maria Gorochovskaja Sovjetunionen | Ágnes Keleti Ungern |
| Bom detaljer                   | Nina Botjarova Sovjetunionen | Maria Gorochovskaja Sovjetunionen | Margit Korondi Ungern |
| Fristående detaljer            | Ágnes Keleti Ungern | Maria Gorochovskaja Sovjetunionen | Margit Korondi Ungern |
| Portabla redskap, lag detaljer | Sverige Karin Lindberg Ann-Sofi Colling Evy Berggren Gun Röring Göta Pettersson Ingrid Sandahl Hjördis Nordin Vanja Blomberg                            | Sovjetunionen Maria Gorochovskaja Nina Botjarova Galina Minaitjeva Galina Urbanovitj Pelageva Danilova Galina Sjamrai Medeja Jugeli Ekaterina Kalintjuk | Ungern Margit Korondi Ágnes Keleti Edit Parényi-Weckinger Olga Tass Erzsébet Gulyás-Köteles Mária Kövi-Zalai Andrea Bodó Irén Daruházi-Karcsics |

## Medaljtabell
| Pl. | Nation          | Guld | Silver | Brons | Totalt |
| --- | --------------- | ---- | ------ | ----- | ------ |
| 1   | Sovjetunionen   | 9    | 11     | 2     | 22     |
| 2   | Schweiz         | 2    | 2      | 3     | 7      |
| 3   | Ungern          | 2    | 1      | 5     | 8      |
| 4   | Sverige         | 2    | 0      | 0     | 2      |
| 5   | Japan           | 0    | 2      | 2     | 4      |
| 6   | Polen           | 0    | 1      | 0     | 1      |
| 6   | Tyskland        | 0    | 1      | 0     | 1      |
| 8   | Tjeckoslovakien | 0    | 0      | 1     | 1      |
| 8   | Finland         | 0    | 0      | 1     | 1      |